# EFIS
EFIS - Electronic Flight Instrument System je sistem na letalih (helikopterjih), ki prikazuje podatke elektronsko, za razliko od starejših "parnih" števec, ki so podatke prikazovali elektromehanično. EFIS po navadi sestoji iz primarnega prikazovalnika (PFD), multifunkcijskega prikazovalnika (MFD) in EICAS (ali ECAM). V preteklosti so se uporabljali CRT (katodni) prikazovalniki, danes se večinoma uporablja LCD prikazovalnike, ki so lažji in porabijo manj energije.
Moderna potniška letala imajo 6–8 monitorjev. Če odpove en monitor, se da iste podatke prikazati na drugem. Za večjo varnost se poleg EFIS uporablja še rezervne analogne prikazovalnike.
Eni izmed prvih letalskih instrumentov, ki jih je EFIS nasledil je umetni horizont (ADI) in HSI (horizontal situation indicator). 
EFIS in drugi avtomatski sistemi so zmanjšali potrebo po inženirju leta. Tako je tudi na največjem A380 posadka samo dvočlanska. EFIS (EICAS ali ECAM) povečajo pregled nad sitaucijo in tako povečajo varnost.